# Andreas Dress (Maler)

Hausbemalung von Andreas Dress in Sebnitz

Andreas Dress (* 6. Januar 1943 in Berlin; † 13. Oktober 2019 in Sebnitz) war ein deutscher Maler, Grafiker und Schriftsteller.

## Leben und Wirken
Seine Kindheit verbrachte er in Sebnitz und seine Jugend in Bielefeld. Dress machte bis 1969 eine Lehre als Werkzeugmacher und besuchte nebenbei bei Günter Horlbeck die Abendschule an der Hochschule für Bildende Künste Dresden. Von 1969 bis 1974 studierte er bei Horlbeck, Herbert Kunze und Horst Jockusch an der HFBK  Dresden, Diplom bei Horlbeck. Ab 1974 arbeitete Dress freischaffend als Maler und Grafiker in Sebnitz und Dresden. 1982 richtete er sich eine Radier- und Lithografiewerkstatt für seine eigene Arbeiten ein. Im gleichen Jahre begann er seine Zusammenarbeit mit Claus Weidensdorfer, und es entstanden viele Gemeinschaftsarbeiten. Von 1989 bis 2004 schufen sie den Deutschen Hausschatz, eine Edition von 16 Exemplaren im Großformat 56 × 74 cm mit jeweils neunzehn Kaltnadelradierungen und einer Übermalung. Von 1983 bis 1986 erfolgte eine erste Herstellung von 8-mm-Filmen, denen Phasen der freien Zeichnung zugrunde liegen Werke. 1991 bekam er den 1. Jenaer Kunstpreis. 1998 die Goldmedaille für Zeichenfilm „fragmente, fragile“ beim Deutschen Bundesfestival für Fantasie- und Experimentalfilm, Lorch und eine Medaille für besondere Leistungen auf dem Gebiet des nichtkommerziellen Films der Deutschen Film- und Video-Festspiele, Westerburg. Im Jahre 1999 fertigte er ein Wandbild im Amtsgericht Pirna an. In Sebnitz wurde 2019 die Fassade eines leerstehenden Wohnhauses, das die Stadt als Museumsdepot nutzt, zwei Monate lang von ihm bemalt.
Dress war bis 1990 Mitglied des Verband Bildender Künstler der DDR und hatte in der DDR und im Ausland eine bedeutende Zahl von Einzelausstellungen und Ausstellungsbeteiligungen, u. a. 1977/1978 und 1982/1983 an der VIII. und IX. Kunstausstellung der DDR in Dresden.
Von Andreas Dress befinden sich Werke in Museen, öffentlichen Sammlungen und in Privatbesitz.

## Preise
- 1976–1989: Fünf Preise im Wettbewerb  „100 ausgewählte Grafiken der DDR“[6]
- 1991: 1. Jenaer Kunstpreis 1998[2]
- 1998: Für den Zeichenfilm „Fragmente, fragile“ eine Goldmedaille beim Bundesfestival für Fantasie- und Experimentalfilm, Lorch und eine Medaille für besondere Leistungen auf dem Gebiet des nichtkommerziellen Films der Deutschen Film- und Video-Festspiele, Westerburg.[6]
- 1998: Preisträger beim Wettbewerb „100 Sächsische Grafiken“
- 2002: Preisträger beim Wettbewerb „100 Sächsische Grafiken“[2]
- 2008: 1. Preis in „100 Sächsische Grafiken“, Neue Sächsische Galerie Chemnitz.[6]

## Ausstellungen (unvollständig)
- 1976: Greifswald, Greifengalerie

- 1978: Dresden, Galerie Nord 1981
- 1981: Berlin, Galerie Arkade Dresden, Galerie Mitte
- 1983: Leipzig, Museum der Bildenden Künste
- 1986: Erfurt, Galerie erph Berlin, Galerie unter den Linden
- 1987: Dresden, Galerie Mitte Jena, Galerie im Stadthaus
- 1988: Erfurt, Galerie erph
- 1991: Göttingen, Galerie ARTIFORUM mit Isabell Dresden, Galerie am Blauen Wunder
- 1993: Halle, Hallescher Kunstverein Berlin, Galerie am Strausberger Platz Leipzig, Galerie ARTeFACT
- 1994: Gera, Galerie am Markt
- 1995: Magdeburg, Galerie Himmelreich mit Falko Behrend
- 1996: Schramberg (Schwarzwald), Schramberger Kunstverein
- 1997: Bautzen, Bautzner Kunstverein Jena, Galerie Schubert
- 1998: Dresden, Galerie Mitte Leipzig, Globus Galerie
- 2000: Berlin, Galerie Hintersdorf Dresden, Kunsthalle/art’otel Neckarsulm, Volksbank – Galerie
- 2001: Wrocław, Polen, Galeria Design
- 2002: Berlin, Kirche am Hohenzollernplatz Zwickau, Städtische Museen
- 2003: Dresden, Galerie Mitte Berlin, Galerie Hintersdorf und Galerie M
- 2005: Dresden, Galerie Mitte Weinheim, Galerie Ferrarese
- 2006: Dresden, Neuer Sächsischer Kunstverein und Sächsische Landesärztekammer
- 2008: Dresden, Galerie Mitte
- 2009: Kunstverein Kreis Gütersloh
- 2011: Kreischa bei Dresden, Galerie Q
- 2012: Neumarkt in der Oberpfalz, Kunstkreis Jura
- 2013: Chemnitz, Neue Sächsische Galerie (18. Juni bis 18. August); Dresden, Galerie Mitte (27. September bis 2. November)